# Soloåkning
Soloåkning ett begrepp inom till exempel ishockey eller bandy. Om en spelare, vid försvarsspel, får pucken (eller bollen) och sedan ensam åker med den till motståndarnas planhalva och därefter (förhoppningsvis) gör mål så brukar man säga att denne gjort en soloåkning.